# Сингх, Рамандип
Рамандип Сингх Гревал (англ. Ramandeep Singh Grewal; род. 8 августа 1971, Чандигарх или Нарангвал) — индийский хоккеист на траве, нападающий. Участник летних Олимпийских игр 1996 и 2000 годов, бронзовый призёр чемпионата Азии 1999 года, чемпион летних Азиатских игр 1998 года, чемпион Южноазиатских игр 1995 года.

## Биография
Рамандип Сингх родился 8 августа 1971 года в индийском городе Чандигарх (по другим данным, в деревне Нарангвал округа Лудхиана штата Пенджаб).
Окончил правительственную школу в Райкоте и Пенджабский сельскохозяйственный университет в Лудхиане.
Работал в полиции Пенджаба, к 2000 году носил звание суперинтенданта.
Играл в хоккей на траве за Пенджабскую полицию из Джаландхара.
В 1995 году дебютировал в сборной Индии. В том же году завоевал золотую медаль хоккейного турнира Южноазиатских игр в Ченнаи. Кроме того, его гол в финале в ворота сборной Германии в серии пенальти принёс индийцам победу в Кубке султана Азлана Шаха.
В 1996 году вошёл в состав сборной Индии по хоккею на траве на летних Олимпийских играх в Атланте, занявшей 8-е место. Играл на позиции нападающего, провёл 7 матчей, забил 3 мяча (по одному в ворота сборных США, Южной Кореи и Великобритании).
В 1998 году завоевал золотую медаль хоккейного турнира летних Азиатских игр в Бангкоке. Забил 2 мяча.
В том же году участвовал в чемпионате мира в Утрехте, где индийцы заняли 9-е место, и в хоккейном турнире Игр Содружества в Куала-Лумпуре, где они стали четвёртыми, а Сингх забил один гол.
В 1999 году удостоен национальной спортивной награды «Арджуна». В том же году завоевал бронзовую медаль чемпионата Азии в Куала-Лумпуре.
В 2000 году вошёл в состав сборной Индии по хоккею на траве на летних Олимпийских играх в Атланте, занявшей 7-е место. Играл на позиции нападающего, провёл 6 матчей, мячей не забивал. Был капитаном команды.
В том же году также был капитаном сборной Индии на Кубке султана Азлана Шаха в Куала-Лумпуре, турнирах четырёх наций в Сиднее и Перте, двух европейских турах.